# Cicer reticulatum
Cicer reticulatum är en ärtväxtart som beskrevs av Ladiz. Cicer reticulatum ingår i släktet kikärter, och familjen ärtväxter. Inga underarter finns listade i Catalogue of Life.